# Qdoba Mexican Eats
Qdoba Mexican Eats, vormals Qdoba Mexican Grill, ist eine Schnellrestaurantkette in den USA, die sich auf mexikanische Küche spezialisiert hat. Das erste Restaurant öffnete 1995 in Denver, Colorado. Inzwischen hat Qdoba Mexican Grill über 300 Filialen in den USA eröffnet. Im Jahr 2003 wurde das Unternehmen von Jack in the Box übernommen. Qdoba Mexican Grill ist bekannt für seine Burritos, Tacos, Quesadillas, Tacosalate sowie den Guacamoles.

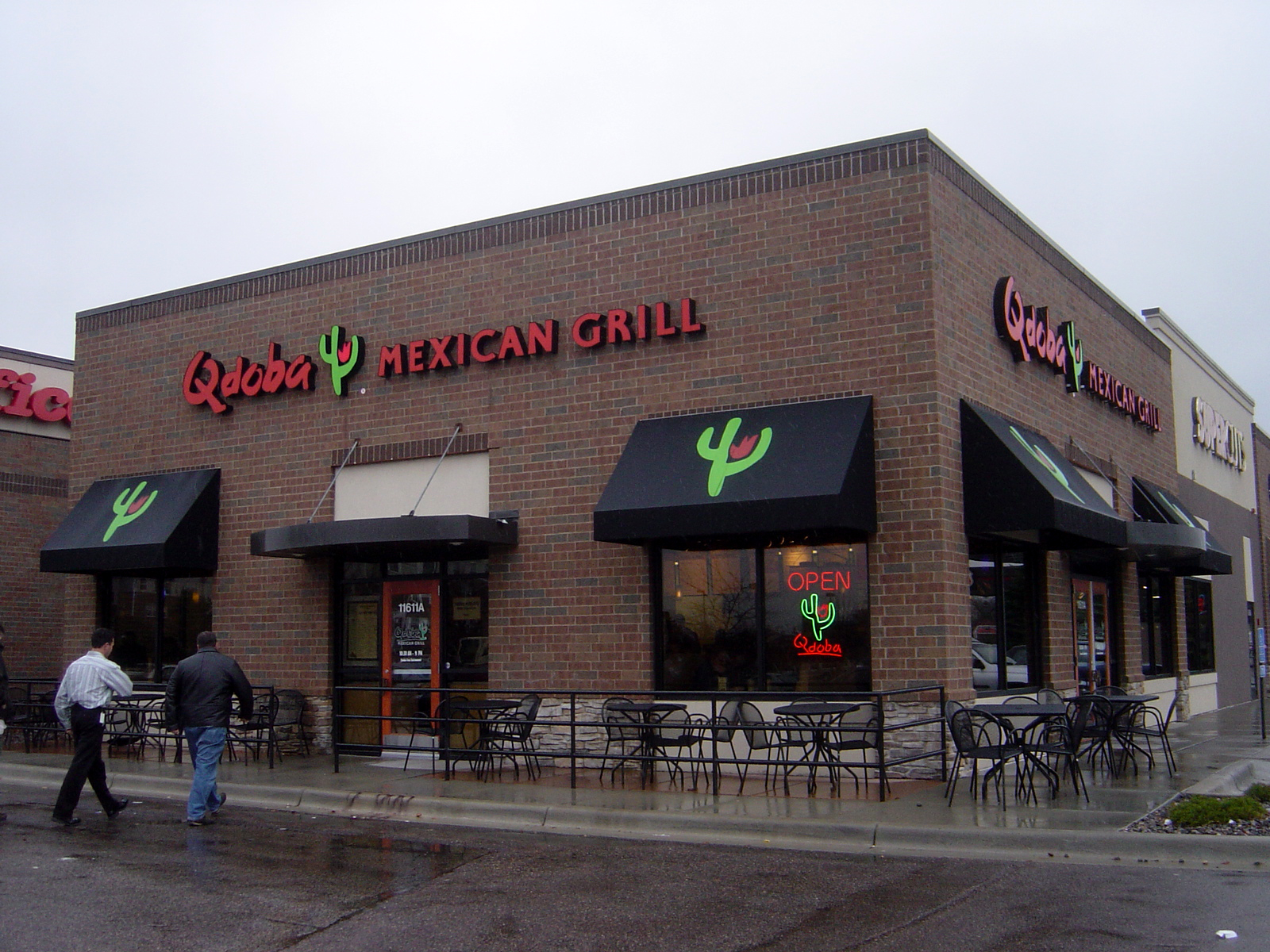
Qdoba Mexican Grill in Eden Prairie, Minnesota